# Lingua creola haitiana
Il creolo haitiano (nome nativo kreyòl ayisyen) è una lingua creola derivata da una semplificazione del francese.
Al 2022, è parlata da 8,2 milioni di persone.
Quasi tutta la popolazione della Repubblica di Haiti parla il creolo haitiano. Grazie all'emigrazione, vi sono circa 3,5 milioni di parlanti in altri paesi, tra cui soprattutto il Canada, gli Stati Uniti d'America, la Francia e vari Stati dei Caraibi, fra i quali soprattutto la Repubblica Dominicana, Cuba e le Bahamas.
Nel creolo haitiano sono riscontrabili diverse influenze delle lingue dell'Africa occidentale, fra cui il wolof, alcune lingue gbe (soprattutto fon ed ewe). Esistono due diversi dialetti: il fablas e il plateau.
Grazie anche agli sforzi di Felix Morisseau-Leroy, dal 1961 il creolo haitiano è stato riconosciuto quale lingua ufficiale del paese insieme al francese, fino ad allora unica lingua ufficiale di Haiti: tale status fu riconfermato dalla costituzione del 1987.
L'uso del creolo haitiano in campo letterario è ridotto ma crescente. Uno dei primi a utilizzare il creolo in ambito colto fu lo stesso Morisseau. Attualmente, molti haitiani parlano sia il creolo haitiano sia il francese, mentre numerosi esponenti del mondo culturale hanno appoggiato l'uso della lingua in ambito letterario sin dagli anni ottanta. Esistono inoltre giornali, radio e televisioni in lingua creola haitiana.

## Lessico
Gran parte del lessico deriva dal francese. Le parole sono scritte con una grafia semplificata, più vicina alla lingua parlata. In molti casi, l'articolo determinativo francese (le) viene fuso con il sostantivo cui è riferito.

### Esempi
| Creolo haitiano     | IPA       | Origine                                                                 | Italiano                                      |
| ------------------- | --------- | ----------------------------------------------------------------------- | --------------------------------------------- |
| bagay               | /baɡaj/   | Fr. bagage                                                              | bagaglio                                      |
| bannann             | /bãnãn/   | Fr. banane                                                              | banana                                        |
| bekàn               | /bekan/   | Fr. bécane /be.kan/                                                     | bicicletta                                    |
| Bondye              | /bõdje/   | Fr. Bon Dieu /bõ.djø/                                                   | buon Dio                                      |
| dèyè                | /dɛjɛ/    | Fr. derrière /dɛ.ʁjɛʁ/                                                  | dietro                                        |
| diri                | /diɣi/    | Fr. du riz /dy.ʁi/                                                      | del riso                                      |
| kay                 | /kaj/     | Fr. cahutte /ka.yt/ (hutte = «capanna»)                                 | casa                                          |
| kiyèz, tchok, poban | /kijɛz/   |                                                                         | qualità tozza e corta di banana: «hog banana» |
| kle                 | /kle/     | Fr. clé /kle/                                                           | chiave                                        |
| kle kola            | //        | Fr. clé /kle/ + Eng. cola («chiave» + «cola»)                           | apribottiglia                                 |
| konflèk             | /kõflɛk/  | En. corn flakes                                                         | cereali per colazione                         |
| kowouchou           | /kowuʃu/  | Fr. caoutchouc (fatto di gomma)                                         | di gomma: pneumatico                          |
| lalin               | /lalin/   | Fr. la lune /la.lyn/                                                    | la luna                                       |
| makak               | /makak/   | Fr. macaque /ma.kak/                                                    | macaco                                        |
| makomen             | /makomẽ/  |                                                                         | padrino (di battesimo)                        |
| matant              | /matãt/   | Fr. ma tante («mia zia»)                                                | zia                                           |
| moun                | /mun/     | Fr. monde /mõd/ (inteso come «gente del mondo», «gente», «popolazione») | persone                                       |
| nimewo              | /nimewo/  | Fr. numéro /ny.me.ʁo/                                                   | numero                                        |
| ozetazini           | /etazini/ | Fr. aux États-Unis /o.ze.ta.zy.ni/                                      | negli Stati Uniti                             |
| pima                | /pima/    | Fr. piment                                                              | peperoncino piccante                          |
| pwa                 | /pwa/     | Fr. pois /pwa/                                                          | pisello                                       |
| chanet              | //        |                                                                         | diastema centrale                             |
| tonton              | /tõtõ/    | Fr. ton oncle («tuo zio»)                                               | zio                                           |
| vwazen              | /vwazɛ̃/   | Fr. voisin /vwa.zɛ̃/                                                     | vicino                                        |
| zwazo               | /zwazo/   | Fr. les oiseaux /le.z‿wa.zo/ («gli uccelli»)                            | uccello                                       |
| zye                 | /zje/     | Fr. les yeux /le.z‿jø/ («gli occhi»)                                    | occhio                                        |

### Termini derivati da marchi commerciali
Molti marchi commerciali sono diventati nomi di utilizzo comune nel creolo haitiano (un po' come accade in italiano con i termini «aspirina» o «Nutella» per la crema gianduia).
- koget (Colgate) – «dentifricio»
- jilet (Gillette) – «rasoio»
- pamper (Pampers) – «pannolino»
- kodak (Kodak) – «macchina fotografica»

### La parolanèg
La parola nèg indicherebbe un uomo dalla pelle scura: ad esempio, gen yon nèg e gen yon blan significa «c'è un uomo nero e c'è un uomo bianco». Tuttavia, spesso essa viene utilizzata per indicare qualsiasi essere umano, indipendentemente dal colore della pelle.
Etimologicamente, la parola deriva dal francese nègre. Tuttavia, nel creolo haitiano, il termine nèg non ha alcuna sfumatura dispregiativa.
Esistono altri termini per specificare le diverse sfumature della pelle, quali grimou, brin, woz, mawon. Tuttavia, essi sono considerati offensivi da alcuni haitiani, visto che possono ricordare l'antica divisione in classi della società d'epoca coloniale.

## Grammatica
La grammatica del creolo haitiano è alquanto diversa da quella del francese ed è improntata a una maggiore semplicità: ad esempio, i verbi non sono coniugati come accade in francese (cioè modificando la parte finale del verbo in base a tempo e persona) e non vi è concordanza di genere di articoli e aggettivi rispetto ai sostantivi. L'ordine della frase coincide con quello usato in francese, sebbene le eccezioni riferite a verbi e aggettivi sono molto meno frequenti rispetto a quanto si riscontra in francese.
Molti elementi grammaticali, specie il plurale dei nomi e i possessivi, sono resi con l'aggiunta di suffissi (per esempio, yo viene usato per formare il plurale). Per diversi anni vi è stato un dibattito in riferimento a cosa utilizzare per unire i suffissi alla parola cui essi si riferiscono: un trattino, un apostrofo oppure un semplice spazio bianco. Ciò risulta ancora più problematico quando il suffisso stesso è abbreviato (per esempio, quando è rappresentato da un'unica lettera come la m o la w).

### Pronomi
Ci sono sei pronomi, un pronome per ogni combinazione persona/numero. Alcuni sono di evidente derivazione francese, altri no:
| Persona/numero | Creolo haitiano | Forma corta | Francese          | Italiano                         |
| -------------- | --------------- | ----------- | ----------------- | -------------------------------- |
| 1/singolare    | mwen            | m' / m      | je, moi,          | io, me, mi                       |
| 2/singolare    | ou              | w' / w      | tu, te, toi, vous | tu, te, ti                       |
| 3/singolare    | li              | l' / l      | il, elle, lui     | egli, ella, lui, lei, esso, essa |
| 1/plurale      | nou             | n' / n      | nous, on          | noi, ci                          |
| 2/plurale      | nou / (zòt)     | n' / n      | vous              | voi, vi                          |
| 3/plurale      | yo              | y' / y      | ils, elles, eux   | essi, loro                       |

### Plurale dei sostantivi
Il plurale dei sostantivi è formato aggiungendo yo al termine della parola. 
liv yo (o liv-yo) – «i libri»
machin yo (o machin-yo) – «le automobili»

### Possesso
Il possesso è indicato posizionando colui che possiede dopo la cosa posseduta. Questa costruzione è simile a quella francese di chez moi o  chez lui. 
lajan li – «i suoi soldi»
fanmi mwen o fanmi'm – «la mia famiglia»
kay yo – «la loro casa»
papa ou o papa'w – «tuo padre»
chat Pierre – «il gatto di Pierre»
chèz Marie - «la sedia di Marie»
zanmi papa Jean – «l'amico del padre di Jean»
papa vwazin zanmi nou – «il padre del vicino del nostro amico»

### Articolo indeterminativo
Ci sono due articoli indefiniti, yon e on, corrispondenti a una/uno in francese. Vengono anteposti al nome:
yon/on kouto – «un coltello»
yon/on kravat – «una cravatta»

### Articolo determinativo
Esiste un unico articolo determinativo, che traduce i francesi le/la. Esso viene posizionato dopo il nome e varia in base al suono con cui termina il nome stesso.
- Se il nome termina con una consonante non nasale, si usa la:

kravat la – «la cravatta»
- Se il nome termina per vocale, l'articolo diventa a:

kouto a – «il coltello»
mango a – «il mango»
- Se l'ultimo suono del nome è nasale (solitamente ciò accade «n») si utilizza l'articolo nan:

machin nan – «l'automobile»
telefon nan – «il telefono»

### «Questo» e «quello»
C'è una singola parola, sa, che corrisponde al francese ce/ça e ceci/cela e all'italiano «questo/i» e «quello/i». Come in italiano può essere usato come un aggettivo dimostrativo, ma è posizionato dopo il nome a cui si riferisce:
jardin sa bel (o jardin-sa bel) – «questo giardino è bello»
Come in Italiano, può essere usato come pronome, sostituendo un nome:
sa se zanmi mwen – «questo è un mio amico»
sa se chen frè mwen – «questo è il cane di mio fratello»

### Verbi
Molti verbi corrispondono ai corrispettivi francesi all'infinito, scritti così come vengono pronunciati. I verbi non sono coniugati come in francese: si usano infatti delle particelle per indicare il tempo verbale.
Li ale travay le maten – «Egli va a lavorare di mattina»
Li dòmi le swa – «Egli dorme di sera»
Li li Bib la – «Ella legge la Bibbia»
Mwen fe manje – «Preparo da mangiare»
Nou toujou etidye – «Studiamo sempre»

#### Copule
Il concetto espresso in italiano dal verbo «essere» è espresso in creolo haitiano da due parole, se e ye.
Il verbo se ha pressappoco lo stesso significato di «essere» (e le sue flessioni). È utilizzato come ogni altro verbo, cioè tra il soggetto e il predicato:
Li se fre mwen – «Lui è mio fratello»
Mwen se yon/on doktè – «Io sono un dottore»
Sa se yon/on pyebwa mango – «Questo è un albero di mango»
Nou se zanmi – «Noi siamo amici»
Il soggetto sa o li può talvolta essere sottinteso con se:
Se yon/on bon ide – «Questa è una buona idea»
Se nouvo chemiz mwen – «Questa è la mia nuova maglietta»
Per il tempo futuro, di solito viene usato devenir invece di se.
Ye ha lo stesso significato, ma si pone alla fine della frase, dopo il predicato e il soggetto (in questo ordine):
Ayisyen mwen ye = Mwen se Ayisyen – «Sono haitiano»
Ki moun sa? – «Che cos'è quello?»
Kouman ou ye? – «Come stai?»

#### Avere
Il verbo «avere» si traduce con genyen, spesso abbreviato in gen.

#### Esserci
Il verbo genyen (o gen) significa anche «c'è» (o «ci sono»)
Genyen anpil Ayisyen nan Florid – «Ci sono molti haitiani in Florida»
Gen yon moun la – «C'è qualcuno qui»
Pa gen moun la – «Non c'è nessuno qui»

#### Sapere
Ci sono due verbi che sono spesso tradotti con «sapere», ma hanno anche altri significati. Konnen significa semplicemente quel che in italiano è reso con «sapere». 
Èske ou konnen non li? – «Conosci il suo nome?»
M pa konnen kote li ye – «Non so dov'è lui» (nota bene: pa = negazione)
L'altra parola è konn. Il suo significato può essere reso con le perifrasi «sapere come», «avere esperienza», o «sapere come fare qualcosa»: denota non solo la capacità di compiere un'azione, ma anche una certa esperienza riguardo al compimento di tale azione.
Mwen konn fe manje – «So cucinare» (let. «So come preparare il cibo»)
Eske ou konn ale Ayiti? – «Sei stato a Haiti?» (lett. «Sai andare a Haiti?»)
Li pa konn li franse – «Lui non sa leggere il francese» (lett. «Lui non sa come leggere il francese»)
Un altro verbo degno di nota è fe. Deriva dal francese faire ed è spesso tradotto con «fare». Ma ha un'ampia varietà di significati.
Kouman ou fe pale kréyòl? – «Come hai imparato a parlare il creolo haitiano?»
Marie konn fe mayi moulen. – «Marie sa come preparare la farina di granturco»

#### Essere capace di
Il verbo kapab, o la forma accorciata ka significa «capace di (fare qualcosa)». Esprime sia «capacità» sia «disponibilità»:
Mwen ka ale demen – «Posso andare domani»
Petet m ka fe sa demen – «Forse posso farlo domani»

#### Forme ausiliari per i tempi
Il presente viene reso semplicemente attraverso la forma base del verbo, preceduta dal soggetto: Mwen pale kréyòl – «(io) parlo creolo»
Presente indicativo del verbo manje («mangiare»):
mwen manje – io mangio
ou manje – tu mangi
li manje – egli/ella/esso/essa mangia
nou manje – noi mangiamo
yo manje – essi/esse mangiano
Notare che manje significa sia «cibo» sia «mangiare», come manger in francese canadese: M'ap manje yon bon manje. significa «Sto mangiando del buon cibo»
Per gli altri tempi, specifiche forme ausiliari precedono il verbo. Quelle principali sono:
te – passato semplice
tap (o t'ap) - equivalente al passato semplice inglese (una combinazione di te e ap)
ap – equivalente del presente progressivo inglese (con ap e a i pronomi a essi vicini assumono la forma breve (m'ap, l'ap, n'ap, y'ap, ecc.))
a – futuro (utilizzato con alcune limitazioni)
pral – futuro
Passato, equivalente del passato remoto o del passato prossimo nel suo uso contemporaneo in italiano):
mwen te manje – io mangiai
ou te manje – tu mangiasti
li te manje – egli/ella/esso/essa mangiò
nou te manje – noi mangiammo
nou te manje – voi mangiaste
yo te manje – essi/esse mangiarono
Equivalente della forma stare al imperfetto + gerundio o dell'imperfetto
mwen t'ap manje - io stavo mangiando
ou t'ap manje - tu stavi mangiando
li t'ap manje - egli/ella/esso/essa stava mangiando
nou t'ap manje - noi stavamo mangiando
nou t'ap manje – voi stavate mangiando
yo t'ap manje - essi/esse stavano mangiando
Equivalente della forma stare + gerundio:
m'ap manje – io sto mangiando
w'ap manje – tu stai mangiando
l'ap manje – egli/ella/esso/essa sta mangiando
n'ap manje – noi stiamo mangiando
n'ap manje – voi state mangiando
y'ap manje – essi/esse stanno mangiando
Futuro:
mwen pral manje – io mangerò
ou pral manje – tu mangerai
li pral manje – egli/ella/esso/essa mangerà
nou pral manje – noi mangeremo
nou pral manje – voi mangerete
yo pral manje – essi/esse mangeranno
Altri esempi:
Mwen te we zanmi ou ye – «Ho visto i tuoi amici ieri»
Nou te pale lenten – «Abbiamo parlato a lungo»
Le li te gen wit an... – «Quando aveva otto anni...»
M'a travay – «Io lavorerò»
Nou pral li'l demen – «Noi lo leggeremo domani»
Mwen t'ap mache e m'we yon chen – «Stavo camminando e vidi un cane»
Avverbi:
fèk – passato recente («appena»)
sot – equivalente a fèk
Sono spesso usati insieme:
Mwen fèk sot antre kay la – «Sono appena entrato in casa»
Un altro ausiliario è ta, usato per formare il condizionale:
Yo ta renmen jwe – «Loro vorrebbero giocare»
Mwen ta vini si mwen te gen youn machin – «Io verrei se avessi una macchina»
Li ta bliye'w si ou pa't la – «Lui/lei ti dimenticherebbe se tu non fossi qui»

#### Negazione del verbo
La parola pa si pone prima di un verbo per negarlo:
Rose pa vle ale – «Rose non vuole andare»

## Elenco di termini usati nel creolo haitiano
- annakaonna - ? (dall'aruaco, anacaona)
- annanna - ananas (dall'aruaco, anana)
- aprann - imparare
- bat - colpire
- batay - combattere
- bebe - bambino
- bonjou - buongiorno
- bonswa - buonasera
- boukousou - un tipo di fagiolo
- boul - palla
- chante - cantare
- cheri - caro
- cho - avere caldo
- dou-dou - felpa
- dlo - acqua
- fanmi - famiglia
- fè - fare
- fèt - festa
- fig - banana
- fou - essere pazzo
- gade - guardare
- gato - torta
- kijan/kanman - come
- kisa - cosa
- kite M - lasciami solo
- kochon - maiale
- konprann - capire, comprendere
- kouman ou rele? - come ti chiami?
- kreyon - matita
- kwafè - parrucchiere
- la - qui
- lougawou - lupo mannaro
- machin - una macchina
- makak - scimmia
- manje - mangiare
- mèg - essere magro
- mesi - grazie
- moun - persona
- move - stare male
- pale - parlare
- panye - cesta, paniere
- pitit - bambino
- pwa - fagioli
- sa bon  pou ou - lett. «questo è buono per te»
- sache - sacca
- sirèt - dolcetto
- timoun - un bambino
- tonbe - cadere
- toutouni - essere nudo
- vole - ladro/ saltare/ volare
- zonbi - fantasma, zombi (da una lingua africana; la parola italiana zombi(e) viene dalla parola in haitiano)
- sac pase - come va?